# Liste des ministres-présidents d'Autriche

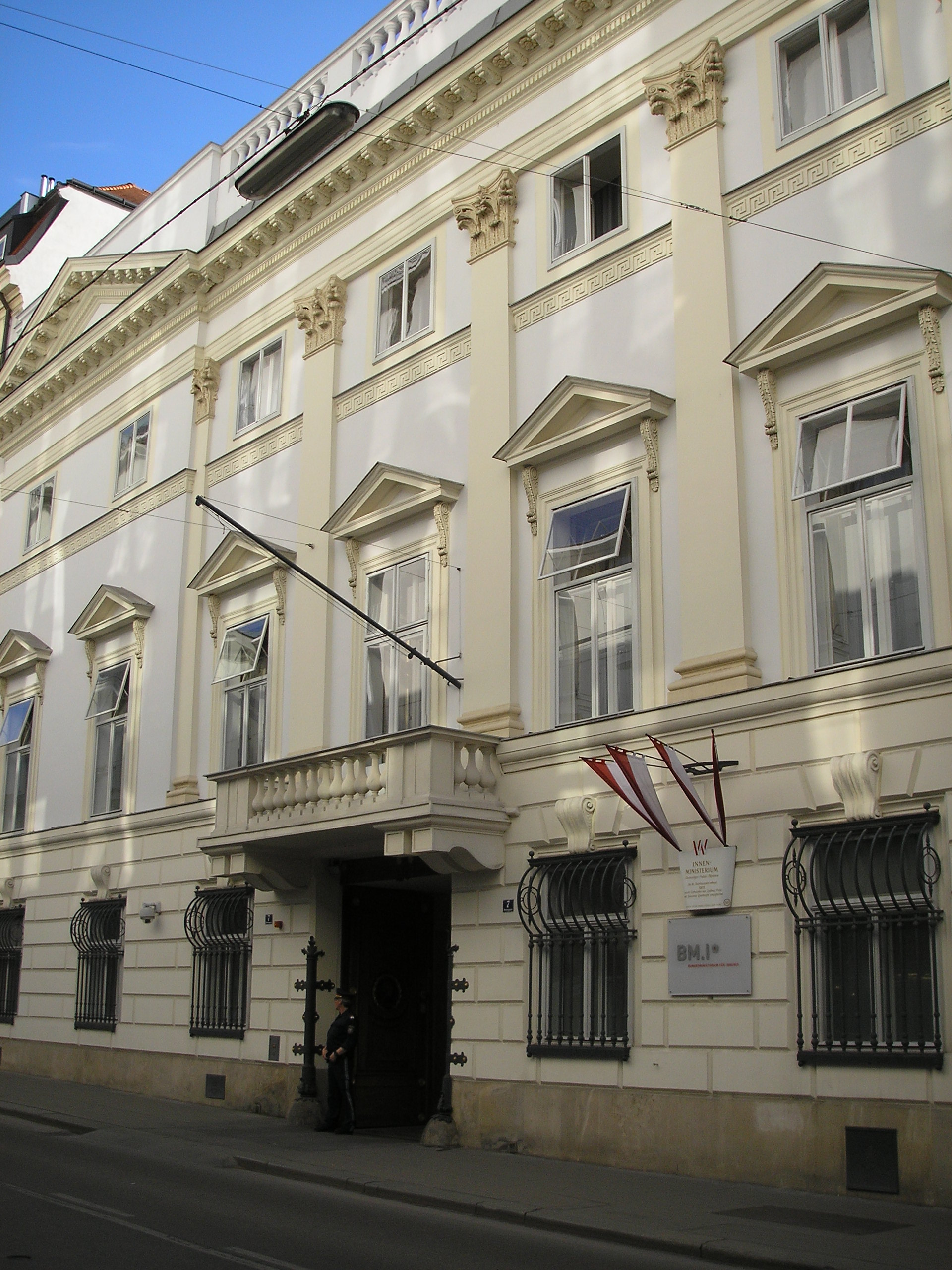
Le Palais Modena à Vienne, siège du ministre-président d'Autriche de 1872 à 1918.

Le ministre-président était le chef du gouvernement de l'empire d'Autriche entre 1848 et 1867, puis de la partie autrichienne (la « Cisleithanie ») au sein d'Autriche-Hongrie. Le poste fut créé lors de la révolution de Mars ; il a remplacé un Conseil des ministres dirigé temporairement par un chancelier d'État autrichien. La fonction que le chancelier et prince Klemens Wenzel von Metternich exerçait depuis 1821 peut déjà être considérée comme similaire à celle d'un ministre-président autrichien.
Dans le contexte du Compromis austro-hongrois en 1867, le pouvoir exécutif de l'union réelle ne comprend plus que l'empereur et roi, ainsi que les k. u. k., ministres conjoints des Affaires étrangères, des Finances et de la Guerre qu'il a nommés. Chacune des deux parties de la double monarchie avait son propre cabinet sous la présidence d'un chef du gouvernement également nommé par l'empereur. Les ministres-présidents de Cisleithanie et de Transleithanie, de même que les trois ministres conjoints se sont réunis au Conseil ministériel des affaires communes.
Le rôle du ministre-président disparut lors de l'effondrement de l'empire austro-hongrois à la fin de la Première Guerre mondiale. Le gouvernement du ministère Lammasch reste en fonction à la demande de l'empereur Charles Ier jusqu'à son renoncement à toute participation aux affaires de l'État en Autriche allemande le 11 novembre 1918. Il laissa la place à la fonction de chancelier d'État autrichien occupée par Karl Renner. Depuis l'entrée en vigueur de la Loi constitutionnelle fédérale en 1920, le chancelier fédéral (Bundeskanzler) est le chef du gouvernement fédéral de l'Autriche, excepté lors de l'Anschluss entre 1938 et 1945.

## Chanceliers d'État, 1753–1848
- Prince Wenceslas Antoine de Kaunitz : 13 mai 1753 – 19 août 1792
- Prince Klemens Wenzel von Metternich : 25 mai 1821 – 13 mars 1848

## Ministre-présidents d'Autriche: 1848–1867
- Comte François Kolowrat : 20 mars – 19 avril 1848
- Comte Charles-Louis de Ficquelmont : 19 avril – 19 mai 1848
- Baron Franz von Pillersdorf : 19 mai – 8 juillet 1848
- Baron Anton von Doblhoff-Dier : 8 – 18 juillet 1848
- Baron Johann von Wessenberg : 18 juillet – 21 novembre 1848
- Prince Felix zu Schwarzenberg : 21 novembre 1848 – 5 avril 1852
- Comte Karl Ferdinand von Buol-Schauenstein : 11 avril 1852 – 21 août 1859
- Comte Johann Bernhard von Rechberg und Rothenlowen : 21 août 1859 – 4 février 1861
- Archiduc Rainer Ferdinand d'Autriche : 4 février 1861 – 26 juin 1865
- Comte Alexandre de Mensdorff-Pouilly : 26 juin – 27 juillet 1865
- Comte Richard von Belcredi : 27 juillet 1865 – 7 février 1867
- Comte Friedrich Ferdinand Beust : 7 février - 30 décembre 1867

## Ministre-présidents de Cisleithanie: 1867–1918
- Prince Karl von Auersperg : 30 décembre 1867 - 24 septembre 1868
- Comte Eduard von Taaffe : 24 septembre 1868 - 15 janvier 1870
- Baron Ignaz von Plener : 15 janvier - 1er février 1870
- Leopold Hauser von Artha : 1er février - 12 avril 1870
- Comte Alfred von Potocki-Pilawa : 12 avril 1870 - 6 février 1871
- Comte Karl Sigmund von Hohenwart : 6 février - 30 octobre 1871
- Baron Ludwig von Holzgethan : 30 octobre - 25 novembre 1871
- Prince Adolf Wilhelm Daniel von Auersperg : 28 novembre 1871 - 15 février 1879
- Chevalier Karl von Stremayr : 15 février - 12 août 1879
- Comte Eduard von Taaffe : 12 août 1879 - 11 novembre 1893 (deuxième mandat)
- Prince Alfred August de Windischgrätz : 11 novembre 1893 - 19 juin 1895
- Comte Erich von Kielmansegg : 19 juin - 30 septembre 1895
- Comte Kasimir Felix von Badeni : 30 septembre 1895 - 30 novembre 1897
- Baron Paul Gautsch von Frankenthurn : 30 novembre 1897 - 5 mars 1898
- Comte Franz von Thun und Hohenstein : 5 mars 1898 - 2 octobre 1899
- Comte Manfred von Clary und Aldringen : 2 octobre - 21 décembre 1899
- Chevalier Heinrich von Wittek : 21 décembre 1899 - 18 janvier 1900
- Ernst von Koerber : 19 janvier 1900 - 31 décembre 1904
- Baron Paul Gautsch von Frankenthurn : 31 décembre 1904 - 2 mai 1906 (deuxième mandat)
- Prince Konrad de Hohenlohe-Waldenburg-Schillingsfürst : 2 mai - 2 juin 1906
- Baron Max Wladimir von Beck : 2 juin 1906 - 15 novembre 1908
- Baron Richard von Bienerth-Schmerling : 15 novembre 1908 - 28 juin 1911
- Baron Paul Gautsch von Frankenthurn : 28 juin - 3 novembre 1911 (troisième mandat)
- Comte Karl von Stürgkh : 3 novembre 1911 - 21 octobre 1916
- Ernst von Koerber : 29 octobre - 20 décembre 1916 (deuxième mandat)
- Comte Heinrich von Clam-Martinic : 20 décembre 1916 - 23 juin 1917
- Ernst Seidler von Feuchtenegg : 23 juin 1917 - 27 juillet 1918
- Baron Max Hussarek von Heinlein : 27 juillet - 27 octobre 1918
- Heinrich Lammasch : 27 octobre - 11 novembre 1918